# Episodi di Una serie di sfortunati eventi (prima stagione)
La prima stagione della serie televisiva Una serie di sfortunati eventi, composta da 8 episodi, è stata interamente pubblicata sul servizio di streaming on demand Netflix il 13 gennaio 2017 in tutti i paesi in cui è disponibile.
La stagione adatta i primi quattro libri della serie di romanzi di Lemony Snicket: Un infausto inizio, La stanza delle serpi, La funesta finestra e La sinistra segheria.
| nº | Titolo originale             | Titolo italiano                 | Pubblicazione USA | Pubblicazione Italia |
| -- | ---------------------------- | ------------------------------- | ----------------- | -------------------- |
| 1  | The Bad Beginning: Part One  | Un infausto inizio - Parte 1    | 13 gennaio 2017   | 13 gennaio 2017      |
| 2  | The Bad Beginning: Part Two  | Un infausto inizio - Parte 2    | 13 gennaio 2017   | 13 gennaio 2017      |
| 3  | The Reptile Room: Part One   | La stanza delle serpi - Parte 1 | 13 gennaio 2017   | 13 gennaio 2017      |
| 4  | The Reptile Room: Part Two   | La stanza delle serpi - Parte 2 | 13 gennaio 2017   | 13 gennaio 2017      |
| 5  | The Wide Window: Part One    | La funesta finestra - Parte 1   | 13 gennaio 2017   | 13 gennaio 2017      |
| 6  | The Wide Window: Part Two    | La funesta finestra - Parte 2   | 13 gennaio 2017   | 13 gennaio 2017      |
| 7  | The Miserable Mill: Part One | La sinistra segheria - Parte 1  | 13 gennaio 2017   | 13 gennaio 2017      |
| 8  | The Miserable Mill: Part Two | La sinistra segheria - Parte 2  | 13 gennaio 2017   | 13 gennaio 2017      |

## Un infausto inizio - Parte 1
- Diretto da: Barry Sonnenfeld
- Scritto da: Daniel Handler

### Trama
Dopo che un incendio distrugge la loro casa e uccide i loro genitori, i fratelli Violet, Klaus e Sunny Baudelaire vengono portati dal signor Poe, esecutore del testamento dei genitori, a vivere con un loro lontano parente, il Conte Olaf. Olaf li obbliga a svolgere in continuazione lavori domestici senza permettergli in alcun modo di divertirsi e li fa vivere in condizioni disumane; il suo unico scopo è quello di mettere le mani sull'eredità dei Baudelaire, che tuttavia non può essere usata fino a quando Violet non compirà diciotto anni. Nel finale un uomo e una donna sono tenuti prigionieri in una località sconosciuta.

## Un infausto inizio - Parte 2
- Diretto da: Barry Sonnenfeld
- Scritto da: Daniel Handler

### Trama
In un flashback viene rivelato che dopo la morte dei coniugi Baudelaire il Conte Olaf, travestito, si recò dal signor Poe e lo convinse a mandare da lui i fratelli Baudelaire. Nel presente i tre bambini si recano dal signor Poe per rivelargli la vera natura di Olaf, ma Poe non gli crede. Olaf propone ai bambini di partecipare a un suo spettacolo, durante il quale egli sposerà il personaggio interpretato da Violet. Grazie all'aiuto della biblioteca della giudice Strauss, vicina di casa di Olaf, Klaus capisce che Olaf vuole sposare veramente Violet in modo da poter impossessarsi dell'eredità. Klaus affronta il Conte, che tuttavia rapisce Sunny e la rinchiude in una gabbia sospesa, minacciando di lasciarla cadere a meno che Violet non lo sposi. Durante lo spettacolo il giudice Strauss, ignara dei piani di Olaf, sposa quest'ultimo e Violet. La bambina, tuttavia, riesce a rendere nullo il matrimonio firmando con la mano sinistra. I piani di Olaf vengono svelati ma il Conte fugge, mentre i bambini si recano con il signor Poe verso il loro nuovo tutore. Nel finale l'uomo e la donna riescono a fuggire, affermando di dover tornare a casa dai propri figli.

## La stanza delle serpi - Parte 1
- Diretto da: Mark Palansky
- Scritto da: Daniel Handler

### Trama
I Baudelaire vengono accompagnati dallo zio Montgomery "Monty" Montgomery, loro nuovo tutore e rinomato erpetologo che ha appena scoperto una nuova specie di serpenti, la vipera incredibilmente letale. I bambini sono finalmente felici insieme allo zio, tuttavia il Conte Olaf giunge alla villa fingendosi il nuovo assistente di Monty, Stephano. Monty decide di portare i Baudelaire e Stephano al cinema; durante la visione del film Monty codifica un messaggio segreto che gli ordina di portare i bambini in Perù. Credendo che Stephano sia una spia mandata per rubare i suoi studi, Monty lo licenzia. Tornato a casa, Monty nota che la porta del rettilario è aperta e quando si reca a controllare viene attaccato.

## La stanza delle serpi - Parte 2
- Diretto da: Mark Palansky
- Scritto da: Emily Fox

### Trama
I Baudelaire scoprono il cadavere di Monty nel rettilario. I bambini, avendo capito che Stephano è in realtà Olaf, lo accusano di aver assassinato lo zio. Olaf, dal canto suo, minaccia di uccidere Sunny a meno che i Baudelaire non vadano con lui in Perù; la partenza viene però impedita dall'arrivo del signor Poe, che vuole stabilire se la morte di Monty sia stata causata dalla vipera incredibilmente letale, come affermato da Stephano, o se quest'ultimo sia il colpevole. I Baudelaire riescono a provare l'innocenza del serpente e a smascherare Olaf, che fugge insieme ai suoi complici. I bambini incontrano una donna misteriosa che li invita ad andare a vivere con zia Josephine.

## La funesta finestra - Parte 1
- Diretto da: Barry Sonnenfeld
- Scritto da: Daniel Handler

### Trama
Il signor Poe porta i Baudelaire a vivere con la loro zia, Josephine Anwhistle, una donna spaventata da tutto che vive in cima a una scogliera sul Lago Lacrimoso. Olaf insegue i Baudelaire e, fingendo di essere il capitano Sham, conquista Josephine. La zia si lascia sedurre da Sham, che la invita per un appuntamento. La sera i bambini scoprono che Josephine si è suicidata lanciandosi dalla finestra, lasciando una lettera in cui li informa di averli affidati alle cure del capitano Sham.

## La funesta finestra - Parte 2
- Diretto da: Barry Sonnenfeld
- Scritto da: Daniel Handler

### Trama
I Baudelaire notano diversi errori grammaticali nella lettera di Josephine e si insospettiscono, dal momento che la zia era molto pignola riguardo alla grammatica. Il signor Poe porta i bambini e Sham a pranzo fuori per completare le pratiche dell'adozione. Il cameriere del ristorante capisce le intenzioni di Olaf e regala ai Baudelaire delle caramelle, a cui i bambini sono allergici. I bambini si sentono male e ne approfittano per tornare a casa, dove decifrano il messaggio della zia, scoprendo così che Josephine è viva e si nasconde in una caverna. Nonostante l'arrivo di un terribile uragano i bambini riescono a raggiungere la zia, che decide di tornare con loro per accusare Sham, che l'aveva obbligata a scrivere la lettera. Durante il viaggio di ritorno la barca viene attaccata dalle sanguisughe; i bambini vengono salvati da Olaf, che poi getta in mare Josephine, lasciandola morire. Tornati in città, i Baudelaire riescono ancora una volta a smascherare Olaf, che fugge. I Baudelaire decidono di recarsi presso la segheria Ciocco Fortunato, dove sperano di trovare risposte sui misteri che circondano i propri genitori.

## La sinistra segheria - Parte 1
- Diretto da: Bo Welch
- Scritto da: Joe Tracz

### Trama
I Baudelaire giungono presso la segheria Ciocco Fortunato. Il padrone della segheria, Signore, incolpa i genitori dei Baudelaire di aver causato l'incendio che distrusse la città e costringe i bambini a lavorare per lui. I lavoratori della segheria si comportano in modo strano e i Baudelaire cominciano a investigare. Durante il lavoro Klaus rompe i suoi occhiali e viene portato dall'optometrista Georgina Orwell, complice di Olaf, che lo ipnotizza. Il giorno seguente i bambini vengono raggiunti da Orwell e dalla sua segretaria Shirley, in realtà il conte Olaf travestito. Nel frattempo l'uomo e la donna riescono a raggiungere i figli, Duncan, Quingley e Isadora Pantano. 

## La sinistra segheria - Parte 2
- Diretto da: Bo Welch
- Scritto da: Tatiana Suarez-Pico

### Trama
Il signor Poe è alla disperata ricerca dei Baudelaire. Intanto questi ultimi vengono presi in ostaggio da Olaf e Orwell. Klaus, sotto ipnosi, lega l'assistente di Signore, Charles, a un tronco con l'intenzione di tagliarlo a metà. All'ultimo minuto tuttavia Violet riesce a risvegliare Klaus e tutti i lavoratori della segheria, che erano sotto ipnosi, e insieme i tre Baudelaire salvano Charles. Impaurita dalla furia degli operai, Orwell cade nella fornace accesa, mentre Olaf fugge con i suoi complici. I Baudelaire scoprono infine che in realtà i loro genitori non causarono l'incendio, ma anzi salvarono molte persone. Il signor Poe conduce gli orfani presso la Prufrock Preparatory School, lasciandoli da soli in attesa di essere ricevuti dal vicepreside. Allo stesso tempo la casa dei Pantano va a fuoco e i due fratelli sopravvissuti, Duncan e Isadora, vengono mandati nella loro stessa accademia.